# Жураковський Анатолій Євгенович
Анатолій Євгенович Жураковський (нар. 4 (17) березня 1897, Москва, Російська імперія — пом. 3 грудня 1937, урочище Сандармох, Медвеж'єгорський район, Карельська АРСР, Російська РФСР, СРСР) — священник Російської православної церкви, духовний письменник, громадський діяч та ідеолог Істинно-Православної Церкви у Києві.
Походив із сім'ї російських дворян. Більшу частину свого життя провів у Києві. Ще в гімназійні роки відвідував Київське релігійно-філософське товариство. Навчався на історико-філологічному факультеті Київського університету Святого Володимира. 1918 року підтримував діяльність уряду Гетьмана Павла Скоропадського. Сан священника отримав 18 серпня 1920 року в Успенському соборі Києво-Печерської лаври на початку гоніння радянської влади проти церкви. З 1927 року став одним із головних прихильників «йосифлянського» руху в Києві. Розстріляний 3 грудня 1937 року на станції Ведмежа гора (Сандармох). Старший брат Геннадій став радянським педагогом, членом-кореспондентом Академії педагогічних наук Російської РФСР.

## Біографія

### Дитинство і юність
Народився Анатолій Жураковський 17 (за старим стилем 4) березня 1897 року в Москві. Його батько, Євген Жураковський-Луговськой, (1871–?) походив із російських дворян Смоленської губернії, батько і дідусь його були офіцерами. Сам Євген став педагогом. Він викладав російську мову і літературу та естетику в різних московських гімназіях (іноді кількох одночасно). Дідусь — генерал-лейтенант Дмитро Жураковський (1822–?) був начальником інженерного корпусу Московського військового округу. Бабуся Ольга Святська (Жураковська, 1838—1920) була донькою російського посла у Данії та матері — уродженки цієї країни. Мати, Ольга Жураковська (до шлюбу Вейсман), ще одруження також працювала вчителькою гімназій, підтримуючи народництво, мала радикальні погляди на суспільні процеси, прагнучи справедливого соціального устрою. Тому вони з батьком незабаром занепокоїлися церковними настроями сина Анатолія. Старший брат Геннадій (1894—1955) став радянським педагогом, членом-кореспондентом Академії педагогічних наук Російської РФСР. 1899 року в родині народився ще один син — Аркадій (1899—1905), а ще через два роки донька Євгенія (1901–?).
Із дитячих років Анатолій часто відвідував сусідній храм і молився на колінах, не зважаючи на негативне ставлення до цього батьків. Багато в чому на це його спонукала хвороба молодшого брата на туберкульоз на початку 1900-х років та відсутність батька в родині, який, аби не бачити страждання сина, покинув на декілька років родину та винайняв іншу квартиру. Згодом молодший брат помер. Замість дитячих ігор та театру, до якого раніше Анатолій любив ходити, він вирішив віддати все своє життя священницькій діяльності. 1907 року 10-річний Анатолій вступає до першого класу 6-ї чоловічої гімназії Москви.
У 4-му класі гімназії Анатолій вирішив, що стане священником. У травні 1910 року поліція через донос на батька Євгена Жураковського проводить у будинку родини обшук. Через хворобу матері на туберкульоз родина відразу переїхала на південь — до Тифліса. Анатолій пішов на навчання до четвертого класу вірменської гімназії в Тифлісі. Згодом він організував православний гурток. Тут хлопчики займалися читанням Євангелія й духовних книг та відвідували храми. Тоді ж Анатолій Євгенович остаточно вирішує стати священником. Утім, довго родина в столиці Грузії не затрималася. Стан здоров'я матері погіршився ще більше. У серпні 1911 року родина переїздить до Києва та оселяється на вулиці Дмитрівській. У новому місті батько працював у Київській консерваторії, викладав історію мистецтва та естетику. Сам Анатолій вступає до VII казенної гімназії. Не дивлячись на заборону, відвідував засідання Релігійно-філософського товариства, що заборонялося гімназійним статутом. Також він вивчав богослов'я, читав святе письмо. У цей період великий вплив на нього справили відомі київські вчені, що були знайомими батька. Це філософи й богослови Василь Зеньківський (читав курс російської філософії), Василь Екземплярський (курс морального богослов'я), Петро Кудрявцев (курс історії філософії). Євген Жураковський познайомив з ними сина влітку 1912 року. Анатолій Жураковський слухав учених у Київському релігійно-філософському товаристві. Тут він також знайомиться з відомими представниками київського приходського духовенства: професором Київської духовної академії Олександром Глаголєвим та впливовим священником і громадським діячем Михайлом Єдлинським. Юний Анатолій Жураковський надихався ідеями товариства, діячі якого прагнули через моральні та культурні пошуки досягти поліпшення взаємовідносин між соціальними колами тодішнього суспільства.

### Студентські роки
Після закінчення 7-ї Київської гімназії Анатолій Жураковський, як і його старший брат Геннадій, 1915 року вступив на історико-філологічний факультет Київського університету Святого Володимира. Обидвоє братів навчалися безоплатно як діти штатних учителів казенних закладів освіти. Анатолій одночасно навчався на двох відділеннях: класичному та філософському. Активно співпрацював із українським філософом Василем Зеньківським. Анатолій Жураковський писав під його науковим керівництвом роботу з філософії на здобуття золотої медалі: «Жозеф де Местр і Костянтин Леонтьєв». Із багатого творчого архіву залишився тільки рукопис цієї праці.
Після того, як 1916 року російська армія в ході Першої світової війни почала відступати, життя ускладнилося: продукти дорожчали, а грошей не вистачало. Родина Жураковських переїхала на іншу квартиру, на околиці Лукьянівки за адресою: вулиця Велика Дорогожицька (за радянської влади — Ювеналія Мельникова, а з 2108 року — Юрія Іллєнка), будинок № 39.
У цей час старший брат, Геннадій Жураковський, що закінчив другий курс університету, працював у Земському союзі, тому (як перепуток) цей факт біографії приписується також і Анатолію. Втім, 1916 року він був мобілізований в армію до складу немуштрової частини та викладав фізику й математику в організованій для солдатів школі при залізничному батальйоні. На фронті не полишав занять богослов'ям. Фронтовий побут призвів до депресії. Про це він розповідав у листі дружині у вересні 1916 року: «…як я знервувався за цей час. Всі говоримо про якусь користь для нервової системи, про те, що тут відпочину розумом тощо. Ні, красно дякую за такий відпочинок. Це якесь катування, точно кожен нерв витягають поодинці… У мене ж кожне почуття й думка постає, як рогатка, й таїть у собі антиномію, і цей антиномізм розслабляє волю й породжує муку…»
1916 року Анатолій Жураковський, ще більше занурюючись через релігійну філософію у віру, написав роботу «До питання про вічні муки», а 1917 року — «Євхаристійний канон колись і тепер», «Таємниця любові та таїнство шлюбу», які були опубліковані в часописі «Християнська думка» видавництва «Христианская мысль», які заснував та очолив 1915 року Василь Екзмеплярський.

### Вплив революційних подій
У травні 1917 року Анатолій Жураковський демобілізувався за станом здоров'я і продовжив навчання в Київському університеті. В цей час він одружився з Ніною Богословською, яка також навчалася на історико-філологічному факультеті Київського університету Святого Володимира. В умовах Української революції та розгортання влади Української Центральної Ради, Анатолій Жураковський зустрічається та починає співпрацю не з українськими патріотами, а людьми релігійним, що орієнтувалися на колишню Російську православну церкву. Зокрема, таким товаришем та колегою Анатолія Жураковського влітку 1917 року та весь 1918 рік стає колишній афонський ченець Георгій Кисляков. Він під час війни служив полковим священником, а повернувся з фронту до Києва для співпраці з Василем Екзмеплярським. Започаткувавши у вересні 1917 року Київське братство «Ісуса Найсолодшого» професори Кудрявцев та Екземплярський обирають його головою архімандрита Спиридона (Кислякова).
Анатолій Жураковський допомагав Спиридону Кислякову служити вечірню у Златоустівському храмі на Галицькій площі. Були введені ряд богослужбових особливостей, як, наприклад, звершення літургії при відкритих Царських вратах або читання вголос «таємних» молитов. На це Спиридон одержав благословення патріарха Московського Тихона. Молодому Анатолію подобалося читати проповіді для ветеранів війни, що масово наводнили Київ. У залізничному районі Києва, на розі Дмитрівської вулиці та Галицької площі знаходився відомий на все місто «босяцький магазин», де вечорами влаштовувалася чайна Товариства тверезості та збиралися низи суспільства — жителі київських нетрів. Саме тут Георгій та Анатолій проводили молебні про сцілення заблукавших душ та вели проповіді. Тут таки почали організовувати зустрічі з дітьми та проводити лекції на актуальні теми з родинами залізничників. Також, організовувались хресні ходи.. На початку 1918 року вони разом брали участь у допомозі постраждалим від обстрілу Києва більшовицькими військами. Вони збирали нужденним одяг, організовували харчування, допомагали доглядом за дітьми.
Після приходу до влади Гетьмана Павла Скоропадського наприкінці квітня 1918 року, Релігійно-філософське товариство, яке очолювали вчителі й друзі Жураковського, бере курс на активну співпрацю з українським національно-демократичним урядом. Керівник товариства Василь Зеньківський став міністром сповідань. Професори Кудрявцев та Екземплярський увійшли до комісії з перекладу Святого Письма українською мовою. Анатолій Жураковський в цей час підтримав ідею Зеньківського про «двоєдину культуру», яка полягала в тому, що державність України повинна будуватися на основі століттями освяченої нероздільної «двоєдиної» українсько-російської культури. Жураковський в цей час активно публікується російською мовою у двомовній церковній газеті «Слово», яку видає міністерство віросповідань Української держави. Втім, під час революційних подій 1919 року та більшовицької агресії, всі ці досягнення разом були порушені.
1920 року Анатолій Жураковський закінчив Київський університет. У цей час він, ослаблений недоїданням, захворів на туберкульоз, як це було з його матір'ю.

### Служіння в РПЦ

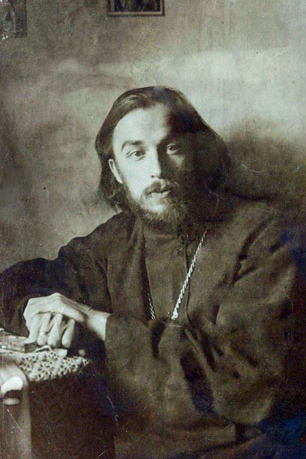
Анатолій Жураковський на світлині кінця 1920-х років

18 серпня 1920 року в Успенському соборі Києво-Печерської лаври Анатолій Жураковський був висвячений в сан священника. Після отримання сану священника був направлений на служіння до села Червона Гірка (входить до Макарівської селищної громади Бучанського району) поблизу містечка Бородянка на Київщині. Спочатку жив у селянській родині та лікувався від ослаблення недоїданням та туберкульозом. Тут він служив у місцевій церкві, переробленій зі звичайного будинку, та в прилеглому селі Андріївка у ще наявній церкві Вознесіння Господнього. На службу до панотця Анатолія приходили навіть люди з Києва. З осені 1921 року (за іншими даними 1922 року) його перевели служити настоятелем до колишньої домової церкви дитячого притулку Святої Марії Магдалини на розі Микільсько-Ботанічної та Паньківської вулиць Києва, що неподалік університету.
Починав служити в майже порожньому храмі, куди приходило кілька бабусь і дівчаток з сусідських дворів. Талановитий проповідник і церковний письменник, учасник диспутів з атеїстами створив православну громаду, до якої входили, як літні люди, так й інтелігентна молодь. Зокрема, серед них був і український вчений та лікар Феофіл Яновський. Ідеї реформаторства пастві крім Жураковського також пропонували професори Екземплярський та Кудрявцев. Незабаром, при церкві організувався церковний хор та гуртки за інтересами — від філософських і до гуртків з виготовлення іграшок, квітів тощо. Вироби, виготовлені гуртківцями продавали та збирали, таким чином, кошти на допомогу хворим, одиноким та малозабезпеченим. Щотижня вівторками Анатолій Жураковський проводив вечірні проповіді на які завжди приходило багато людей. Анатолій Жураковський став одним з найавторитетніших київських священнослужителів. У громаді, як панотця Анатолія Жураковського, так і архимандрита Спиридона таїнство каяття також мало свої особливості. Воно відбувалося безпосередньо під час богослужіння. Також і сповідь, яку проводив архимандрит Спиридон, часто відбувалася привселюдно.
Учасники громади крім благодійності, займалися поширенням православної літератури, збирали матеріали про переслідування вірян. Молодь вивчала основи богослов'я. З дітьми велися заняття з вивчення Закону Божого.
Творчі братчики писали вірші у стилі передреволюційної символічної культури. Всі вони побачили світ у рукописному альманасі «Первопуток».
У березні 1922 року Анатолій Жураковський виступив на диспуті проти теософів, прочитавши публічну доповідь «Христос і ми». У травні 1922 року, вже в умовах гоніння більшовиків проти релігії та церкви, він брав участь у грандіозному диспуті на тему «Наука і релігія», що проходив три дні (перший — в актовій залі Київського університету, другий і третій — в приміщенні оперного театру).

### Перший арешт та повернення
Така діяльність не сподобалася владі. Менше ніж через два роки церкву закрили, а громаді надали приміщення колишнього домового храму в ім'я святого Іоанна Златоуста при Релігійно-просвітницькому товаристві. Вона розташовувалась по вулиці Великій Житомирській, № 9. «Так тривожно, так неспокійно навколо, — описував ситуацію в березні 1923 року сам Анатолій Жураковський. — Так загострилося становище за останні дні, що не дивлячись на всі перешкоди, Владика Алексій (Ґотовцев) (настоятель Михайло-Архангельського Золотоверхого монастиря) розпорядився за будь-яких умов здійснити сьогодні нічне моління: „Може бути, востаннє будемо молитися разом“, — говорив він. Отже, вночі будемо молитися».
Дійсно, уночі з 3 на 4 квітня 1923 року з початком Великого четверга, в ході розгрому православного «активу» Києва, проведеного 5-м відділенням секретно-оперативної частини (СОЧ) № 19 київського губернського відділу ҐПУ було заарештовано й Анатолія Жураковського за адресою: вулиця Велика Підвальна, будинок № 36 (приміщення Українського наукового товариства), помешкання № 9, де він тоді реально мешкав з дружиною. На Великодні свята священник перебував у Лук'янівській в'язниці, де продовжував релігійні служби.
Згодом, разом з іншими ув'язненими так званої Київської операції київського губернського відділу ҐПУ Анатолій Жураковський був переміщений до Бутирської в'язниці у Москві. Саме тут 1905 року в будинку Лебедєвої по вулиці Долгоруковській, коли у родині помер молодший син Аркадій, і мешкала родина Жураковських. Третьокласник Московської гімназії Анатолій у той час частенько прогулювався околицями тодішньої Москви поблизу Бутирської застави. В ув'язненні Анатолій Жураковський перебував у одній камері з Екзархом України митрополитом Михаїлом (Єрмаковим). Про той період він згадував у листі: «Густа решітка, розгублена усмішка, дещо схожа на судому нестерпної скорботи — слабкий кричущий голосок, що потопає в крику інших голосів… Ось все, що мені залишилося від останньої зустрічі…».
14 квітня 1923 року у протоколі допиту було зазначено, що священник Анатолій Жураковський «агітував проти Радвлади шляхом проповідей», але сам він цього не визнав. На судовому засіданні колегії ҐПУ 20 квітня 1923 року справу № 18079 за «звинуваченням Вербицького Максима Андрійовича, Богдашевського Дмитра Івановича та інших в антирадянській діяльності» було затверджено та передано на розгляд комісії НКВС з адміністративної висилки.
Панотець 14 травня в листі до Анни Карпеко так передав власні переживання та зміни у свідомості:

«…Часто це почуття радості охоплює душу гострим болем, іноді розливається спокійним світлом у серці. Ніколи, впевненість у собі, і в праведності Його шляхів не була в душі такою життєвою, твердою. Своєю волі немає, немає своїх планів, фантазій і навіть немає своєї відповідальності. Є Його воля, Його мудрість. Його шлях, його добрість. Це почалося в ту ніч, коли вийшов у невідомість з дому, відірвавшись від старого життя, від минулого. […] Кожен день дякую Богові за всю послану ним радість».

16 травня цього ж року комісія НКВС ухвалила вислати Анатолія Жураковського на два роки до «Маробласті». Перед відправленням він пробув у Москві два дні, коли до нього з Києва навідалися друзі на побачення. На заслання до Краснококшайська (нині Йошкар-Ола) панотець разом з дружиною поїхав 19 травня 1923 року кіньми в обозі. Разом з архимандритом Єрмогеном вони спочатку винайняли нову хату, а незабаром Анатолій Жураковський разом з дружиною винайняв мезонін з однією кімнатою й передньою. Не дивлячись но регулярні нічні труси, коли шукали заборонену літературу та тексти, Анатолій Жураковський і надалі потаємно служив літургію за столиком, що виконував роль престолу. Наприкінці 1923 року храм святителя Іоанна Златоуста у Києві був закритий. Чимало членів київської громади Анатолія Жураковського відвідували на засланні свого духовного наставника. Так панотець одержав антимінс, ікони, богослужбові й світські книжки. Під час заслання в Краснококшайську в 1923 — 1924 роках служив літургію вдома, потім у місцевому храмі (за що був заарештований), написав есей «Іуда». Після тримісячного тюремного ув'язнення його звільнили. На прохання засланців соціалістів відправляв панахиду.
У цей час безголова київська громада продовжила своє існування, перейшовши до невеликої зимової церкви при храмі святителя Миколая Доброго на Покровській вулиці (по нинішній вулиці Зелінського, № 6 на Подолі). Настоятелем храму на той час був священник Олександр Ґлаґолєв. До нового осередку парафіяни знесли все церковне майно громади Святої Марії Магдалини та, частково, церкви Релігійно-просвітнього товариства. У цьому ж храмі після повернення, в листопаді 1924 року із заслання, служив і сам Анатолій Жураковський. Це була невеличка тепла зимова церква во ім'я великомучениці Варвари, влаштована у другому ярусі дзвіниці.

### Опозиція митрополиту Сергію
Анатолій Жураківський негативно сприйняв Декларацію Заступника Патріаршого намісника митрополита Сергія (Страгородського), опубліковану 1927 року. Вона передбачала повну лояльність радянській владі. Так він став одним з головних прихильників «йосифлянського» руху в Києві, опираючись, головним чином, на представників інтелігенції.
1928 року він перейшов до Преображенської церкви на Павлівській вулиці, настоятелем якої був архімандрит Спиридон (Кисляков). Щовівторка після вечірньої служби Анатолій Жураковський читав проповіді. Всі вони були законспектовані парафіяни та згодом практично всі опубліковані. Їх друкували під копірку на друкарській машинці в Ірпені. Ймовірно, цього ж року Анатолій Жураковський написав есей «Ілля Ілля». Напевно, він же написав і широко відому антисергіанську «Київську відозву».
У жовтні 1928 року Анатолій Жураківський відвідав Ленінград, де зустрівся з одним з видних «йосифлянських» пастирів протоієреєм Федором Андрєєвим. Панотець Анатолій на першому етапі очолив групу київських істинно-православних, а потім входив до Преображенської громади йосифлян — однієї з чотирьох у Києві. Зокрема, 21 жовтня 1928 року, в одній з проповідей Анатолій Жураківський звернув увагу, що в цей час, церква позбавлена будь-якої свободи… На його думку, це сталось через зраду представниками церкви, «до обов'язку яких належала охорона вірності та чистоти Євангельської істини». Цих вищих представників він називає підлабузниками. Тому саме, їх «Церква є єдиною, спадкоємного, що отримала благодать від Святого Духа…»
З весни 1929 року в Анатолія Жураковського почали виникати суперечності з іншими лідерами київських істинно-православних Леонідом Рохліцем та Борисом Квасницьким. У результаті їх поїздок до Ленінграда архієпископ Димитрій (Любимов) призначив своїм уповноваженим (благочинним) Димитрія Іванова. Для урегулювання конфлікту на деякий час було досягнуто компромісу — архієпископ Димитрій надав священникам Анатолію Жураковському, Андрію Бойчуку, Леоніду Рохліцу та Димитрію Іванову право приймати духовних осіб до йосифлянської орієнтації.
У жовтні 1929 року стосунки більшості київських йосифлян з групою Анатолія Жураковського та архимандрита Спиридона (Кислякова) знову загострилися. Колишні союзники критикували дії архімандрита, який упроваджував деякі нововведення літургійного характеру стосовно публічності каяття та сповіді, засуджені Помісним Собором 1917—1918. Він також служив російською мовою. Крім того, вимагали тимчасово (протягом року) припинити служіння при відкритих Царських вратах. Анатолій Жураковський з цим не погодився і через деякий час звернувся до єпископа Павла (Кратірова). Після того, як у листопаді 1929 року арештували архієпископа Димитрія київські йосифляни з початку 1930 року оформлялися в єпископа Павла. Однак цей архієрей посідав нейтральну позицію і порекомендував виконати вимогу митрополита Іосифа (Петрових). Архімандрит Спиридон вирішив поїхати для пояснень до місця заслання митрополита, але несподівано помер від серцевого нападу 11 вересня 1930 року. Скориставшись цим випадком радянська влада зачинила Преображенську церкву.

### Другий та третій арешти
14 жовтня 1930 року на свято Покрови Пресвятої Богородиці Анатолія Жураковського було заарештовано, як «керівного» учасника «всеросійського церковно-монархічного контрреволюційного центру». Анатолія Жураковського помістили до київської Лук'янівської в'язниці, потім перевели до Москви, де він перебував на Луб'янці та в Бутирській в'язниці. З вересня 1931 року він опинився у новоствореному Свірському таборі, що розташовувався вздовж річки Свір та Виговського озера. Головне управління табору базувалося у містечку Лодєйне Поле Ленінградської області. Протягом року Анатолій Жураковський перебував почергово на станції Свір, у селищі Важіни (де був Сплавний пункт) та в селі Гришине, в якому розміщувався штаб 2-го відділення Свірських таборів. У жовтні-грудні він виконує різноманітні обов'язки: канцеляриста чи сторожа або направляють виконувати виснажливу фізичну працю. За неповні п'ять місяців табірного життя (до середини березня 1932 роки) Анатолій Жураковський двічі потрапляв до лікарняного бараку. Чому був переведений до 3-ї інвалідної бригади. Хворів на загострення туберкульозу або ревматизм.
Дружину Ніну Сергіївну заарештували 19 лютого 1931 року в Москві також за цією ж справою. Її помістили до Бутирської в'язниці. Ніна відбувала покарання в Маріїнських таборах за Новосибірськом. Майже всі члени громади Анатолія Жураковського також були заарештовані. 3 вересня 1931 року Анатолія Жураковського колегія ОДПУ на своєму судовому засіданні засудила до розстрілу із заміною десятьма роками позбавлення волі у концтаборі. Покарання він відбував в ув'язненні у Свірських таборах, на Соловках, у Біломорсько-Балтійському виправно-трудовому таборі. Дружина Ніна Жураковська із заслання повернулася 1933 року. Проживала в місті Рибинську, а згодом переїхала до Москви.
14 жовтня 1937 року Анатолія Жураковського знову заарештували, коли він перебував на трудовому поселенні в Медвеж'єгорському районі Карелії. Священника помістили до в'язниці Петрозаводська, де 20 листопада 1937 року 3-м відділом НКВС «Белбалткомбіната» за статтею 58-10-11 Кримінального кодексу РРФСР він був звинувачений в «шпигунстві на користь Польщі». За новим покаранням, у вигляді позбавлення волі терміном на 10 років без права листування, його помістили до табору з посиленим режимом. Втім, «трійкою» при НКВС Карельської АРСР був засуджений до розстрілу. О 1 годині 15 хвилин 3 грудня 1937 року Анатолія Жураковського було розстріляно на станції Ведмежа гора (Сандармох).
1955 року керівництво Петрозаводської в'язниці повідомило, що Анатолій Жураковський помер 10 жовтня 1939 року «від туберкульозу, ускладненого запаленням легенів». Його тіло кинули до спільної ями з биркою на нозі.

## Богословські погляди
Анатолій Жураковський належав до числа православних богословів, які стверджували, що порятунок можливий для всіх. Він підтримував думку своїх київських духовних учителів Василя Екземплярського, Петра Кудрявцева, а також Василя Зеньківського, які намагалися звільнити Церкву від тиску бюрократії. Крім того, найважливішою метою розвитку суспільства за еволюційним шляхом мало стати внутрішнє звільнення. Адже, на його думку, саме свобода та її внутрішня чистота зможе укріпити Церкву, а від так і Вітчизну. Як, наслідок, суспільство вільних людей творчо перестворять Росію на засадах Православ'я, обраного серцем.
Анатолій Жураковський критикував Церкву за її підтримку смертної кари, світової війни та недоліки капіталістичного ладу (наявність бідних верств суспільства).
Наводячи приклад сходження апостола Павла до третього неба (Друге послання до Коринтян), у вічність, і повернення з неї, о. Анатолій писав:

Чи не вносить це допущення особливої гармонії в розуміння Євангельського вчення, не малює воно нам Бога, як любов до кінця? Грішники увійдуть до вічної муки, впинаються її всією повнотою свого існування, але будуть мучитися не безкінечно. Настане час і вони вийдуть з мук, зі сфери небуття. Таким чином, вічна мука існує, але її існування не виключає можливості загального порятунку. Бо пекло має значення очисного, моменту, що настає в розвитку особистості.

З приходом радянської влади Анатолій Жураковський гуртував навколо себе багато молоді. Нову владу він іменував «новим рабством світу комуністичної ідеології». Його учні вбачали перспективи своєї духовної свободи у служінні Ісусу Христу. Адже, "безсилля людей перед природними, історичними та іншими процесами є результат не тільки їх онтологічної гріховності, а й небажання піднятися над ними, переродитися, досягати цілісності, зазначав у проповіді Анатолій Жураковський.

## Родина
Дружина: Ніна Жураковська (до шлюбу Боґоявленська) (7 (19) грудня 1896 — 14 листопада 1975, Рибінськ). Заарештована владою в лютому 1931 року, відбувала строк у Маріїнських таборах (Кузбас), звільнилася 1933 року.
Дітей подружжя не мало.

## Вшанування пам'яті
У 1981 році рішенням Архієрейського Собору Російської православної церкви закордоном Анатолія Жураковського канонізовано до лику сповідників (як «Анатолій, пресвітер Київський») в складі Собору новомучеників і сповідників Російських без встановлення дня пам'яті.
30 листопада 1989 року реабілітований прокурором Карельської АРСР разом із іншими репресованими 1937 року.
У червні 2016 року на честь Анатолія Жураковського було перейменовано колишню вулицю Радянську в Солом'янському районі Києва в селищі Жуляни. Вона отримала назву вулиця Отця Анатолія Жураковського.

## Праці
- Священник Анатолий Жураковский: Материалы к житию / (сост., вступ. ст. П. Г. Проценко[ru]. Paris: YMCA-PRESS, 1984
- Литургический канон теперь и прежде. [Архівовано 16 травня 2021 у Wayback Machine.] М., 2005
- «Мы должны все претерпеть ради Христа…»: Проповеди, богословские эссе, письмо из ссылки к своей пастве [Архівовано 9 липня 2021 у Wayback Machine.]. — М.: ПСТГУ, 2008. — 348 с.
- Мы спасаемся Его жизнью. Проповеди 1921—1930 гг. Статьи. — К.: Дух і літера, 2012. — 384 с.
- «Мне ничего не нужно, кроме Бога» (Стихи) / П. Г. Проценко. «К незакатному Свету». Анатолий Жураковский: пастырь, поэт, мученик. — М. : Православный Св.-Тихонов. гуманит. ун-т ; ЭКСМО. 2017. 784 с.
- К вопросу о вечных муках // Христианская мысль. 1916. Июль-август. С. 78-93; Сентябрь. С. 52-69. Окремо: Київ, 1916. 35 с.
- Тайна любви и таинство брака // Христианская мысль. 1917. Январь. С. 61-75; Март-апрель. С. 34-54; Май-июнь. С. 41-51; Июль-август. С. 15-29.
- Из дум о братстве в Церкви // Христианская мысль. 1917. Май-июнь. С. 147—149.
- Литургический канон теперь и прежде: К вопросу о церковной реформе // Христианская мысль. 1917. Сентябрь-октябрь. С. 3-26; Ноябрь-декабрь. С. 10-34.
- Медальний твір «Жозеф де Местр и Константин Леонтьев». Рукопис.

### Рукописи проповідей
Українським істориком Сергієм Білоконем систематизовано 69 проповідей Анатолія Жураковського за роками:
- 1921: 1) без точнішої дати, 64) «Во время всенощного моления в церкви Св. Александра Невского», 23 листопада (церква Св. Олександра Нєвського [28]), 65) 25 грудня, 67) 26 грудня, 68) 27 грудня.
- 1922: 4) 14 лютого, 7) 6 березня (Десятинна церква) [29], 44) Серпень (закриття храму Марії Магдалини [30]), 66) 25 грудня.
- 1923: 2) 15 січня, 6) 2 березня, 12) 19 березня.
- 1924: 16) 25 березня.
- 1925: 3) 27 січня [31], 11) 18 березня, 19) 6 квітня, 22) «На посвящение в сестры М. Д.», 11 травня, 23) 13 травня, 25) 20 травня, 27) 26 травня, 33) 22 липня, 49) 14 вересня, 62) 13 листопада.
- 1926: 15) 25 березня, 21) 17 квітня, 28) 26 травня ([Покровська?] церква на Солом'янці).
- 1927: 10) «Слово при отпевании Павла Ивановича Морозова, заслуженного профессора оперативной хирургии, сказанное в Софийском соборе», 14 березня (Тепла Софія), 26) 23 травня, 50) 14 вересня, 51) 22 вересня (церква Св. Бориса й Гліба [32]), 52) 29 вересня, 54) 9 жовтня, 55) 10 жовтня, 56) «22 октября — день Иконы Казанской Божьей Матери», 22 жовтня, 57) 24 жовтня, 58) 25 жовтня, 59) без точнішої дати, 60) 5 листопада, 61) 12 листопада, 62) 14 листопада, 63) 21 листопада.
- 1928: 5) 18 лютого, 17) 25 березня, 24) 16 травня, 29) 30 травня. 47) 5 вересня.
- 1929: 8) 6 березня, 9) 9 березня, 13) 20 березня, 14) 22 березня, 18) 25 березня.
- 1930: 20) 14 квітня, 30) 2 червня, 31) 9 червня, 32) 16 червня, 34) 22 липня, 35) 28 липня, 36) 1 серпня, 37) 4 серпня, 38) 6 серпня, 39) 11 серпня, 40) 15 серпня, 41) 16 серпня, 42) 25 серпня, 43) 29 серпня (церква Усікновіння глави Іоанна Хрестителя [33]), 45) «Над гробом о. Спиридона», 1 вересня, 46) 3 вересня, 48) 8 вересня.
- Датовані недокладно: 53) 8 жовтня, 59) 1927? 69) «О вере и неверии», без дати[49].